# Erik Vullum
Erik Vullum, född 29 december 1850 i Lund, död 14 mars 1916 på Lillehammer, var en norsk journalist.
Vullum blev student 1869, var några år medarbetare i "Dagbladet", vistades därefter i Danmark och företog resor i Tyskland, Österrike och Italien med syfte att studera politik, ekonomi, historia, litteratur, konst och teater. År 1877 bosatte han sig åter i Norge, där han åter blev medarbetare i "Dagbladet"; från januari till september 1880 innehade han posten som namngiven redaktör.
Under denna tid skrev han ett mycket stort antal artiklar med liberalt perspektiv och var samtidigt som folktalare ständigt på resa i större delen av Norge. Från 1883 började han skriva även i "Verdens Gang", dels politiska, dels historiska och personhistoriska artiklar, och drogs mer och mer över till denna tidning och i slutet av 1880-talet lämnade han "Dagbladet". Från 1890 vistades han längre perioder utanför Oslo, delvis även utanför Norge.
Vullum utgav en rad historiska och politiska studier, som Kristian Magnus Falsen, Grundlovens Fader (1881), Henrik Wergeland i Digt og Liv (1881), Leon Gambetta (1881), Følgerne af 9. Juni (1883), Unionen og dens Fremtid (1894) och Hvorledes Norge blev frit (1913). År 1891 publicerade han skådespelet Himlene aabne.